# Марко Кардиско
Марко Кардиско (на италиански: Marco Cardisco) е италиански художник, работил по време на периода Ренесанс.
Роден е около 1486 г. вероятно в община Тириоло, провинция Катандзаро, и умира около 1542 г. в Неапол. Заради това, че е роден в Калабрия, той е известен също като Марко Калабрезе.
Той работи преди всичко в Неапол между 1508 и 1542 г. Художникът е повлиян от Полидоро да Караваджо и е учител на Пиетро Негрони.

## Биография
Освен че е родом от Калабрия, за обучението на художника нищо не се знае. Придържането му към стила на Андреа да Салерно обаче е очевидно. Вероятно има период на чиракуване в Рим между 1515 и 1518 г. в ателието на Полидоро да Караваджо.
Скоро след това се премества в Неапол, където от 1521 г. е включен в списъка на неаполитанските художници. В Неапол художникът оставя най-важното си произведение, рисувано през 1519 г. – „Преклонението на маговете“, в което се виждат фигурите на Фердинандо I, Алфонсо II, Карл V.
Неговият зрял стил е силно повлиян от изкуството на Полидоро да Караваджо, на което той е един от основните неаполитански привърженици. Важните му творби от този период са „Успение Богородично“ и „Разговорът на Свети Августин“, създадена първоначално за църквата Сант Агостино, Неапол, в наши дни изложени в Музей Каподимонте, Неапол.
Марко Кардиско умира в Неапол през 1542 г.

## Картини на Марко Кардиско
- „Успение Богородично“,
Музей Каподимонте, Неапол
- „Спорът на Свети Августин“,
Музей Каподимонте, Неапол
- „Мадоната със светиите Марко и Андреа и Архангел Михаил побеждава демона“,
Музей Каподимонте, Неапол
- „Разговорът на Свети Августин“,
Граждански музей в Кастел Нуово, Неапол.
- „Карл V“,
Граждански музей в Кастел Нуово, Неапол.